# A life
『a life』（ア・ライフ）は、一部フジテレビ系列局で放送されていた東海テレビ製作のドキュメンタリー番組である。製作局の東海テレビでは2008年4月6日から2010年9月26日まで放送。メインスポンサーは中部電力。

## 概要
毎回様々な分野で活動する東海地方（東海3県および静岡県）在住の女性を紹介していた番組である。ただし、回によっては東海地方以外の地方在住者を紹介することもあった。例として、2009年10月25日放送分に出演した北限の海女・大向美咲がいる。
番組は長谷川理恵のナレーションの下、その回で特集する人物のライフスタイルと彼女たちのひた向きな毎日、家族や近隣住民たちとのふれあいなどを追うVTRを中心に進行。番組のラストでは、取材した人物本人に「ヨノナカにやさしく生きるとは」についてメッセージを貰うのが恒例となっていた。
2010年4月4日放送分からは『a life 〜ヨノナカに やさしく生きる〜』（ - ヨノナカに やさしくいきる）と題して放送されるようになり、以後は長谷川に替わって前田典子がナレーターを務めていた。前田は、同年9月5日放送の岐阜県郡上市の回および9月26日放送の愛知県名古屋市の回（最終回）においてはリポーターも兼任していた。

## ナレーター
- 長谷川理恵（初代、2008年4月6日 - 2010年3月28日）
- 前田典子（2代目、2010年4月4日 - 2010年9月26日） - 前述の通り、一部の回ではリポーターも兼任。

## スタッフ
- 構成 - 兼上頼正
- 協力 - テレビシティ、麻布プラザ
- 編集 - 上中健
- オフライン編集 - 居藤竜哉
- MA - 飯田太志
- 音効 - 田中寿一
- 制作デスク – 尾形裕子
- ディレクター - 伊藤誠、中野真理、宮井健太郎、松永麻子
- プロデューサー - 土方宏史、稲吉豊、正垣吉朗、堀尾充
- 制作・著作 - 東海テレビ

## テーマ曲
- Come March （高木正勝） - 長谷川理恵担当期のメインテーマ。
- MAPLE SYRUP FACTORY （吉村弘） - 長谷川理恵担当期のエンディングテーマ。
- I Wish I Could But I Can't （Bellefire） - 長谷川理恵担当期のメインテーマ。
- Shine feat.Mary （TAKUYATOKYO） - 前田典子担当期のメインテーマ（オープニング・エンディング共通）。

## 放送局
| 放送対象地域 | 放送局         | 系列           | 放送日時 | 備考                       |
| ------------ | -------------- | -------------- | --- | -------------------------- |
| 中京広域圏   | 東海テレビ     | フジテレビ系列 | 日曜 09:30 - 10:00 （2008年4月6日 - 2010年9月26日） | 製作局                     |
| 新潟県       | 新潟総合テレビ | フジテレビ系列 | 木曜 15:29 - 15:57 （2009年1月8日 - 2009年4月2日） 水曜 15:03 - 15:31 （2009年4月8日 - 2009年10月7日） 水曜 15:00 - 15:31 （2009年10月21日 - 2010年9月29日） |                            |
| 広島県       | テレビ新広島   | フジテレビ系列 | 日曜 06:15 - 06:45 （2010年10月3日 - 2011年1月16日） |                            |
| 大分県       | テレビ大分     | FNS・NNS       | 木曜 10:25 - 10:55 （2010年9月23日 - 2011年3月24日） | 『奥さまアワー』枠内で放送 |